# Monte Bondone
Il monte Bondone è una montagna del Trentino occidentale, appartenente alle Prealpi Gardesane, posta immediatamente a ovest di Trento. Secondo Aldo Gorfer il monte Bondone costituisce un vero e proprio gruppo montuoso.

## Storia

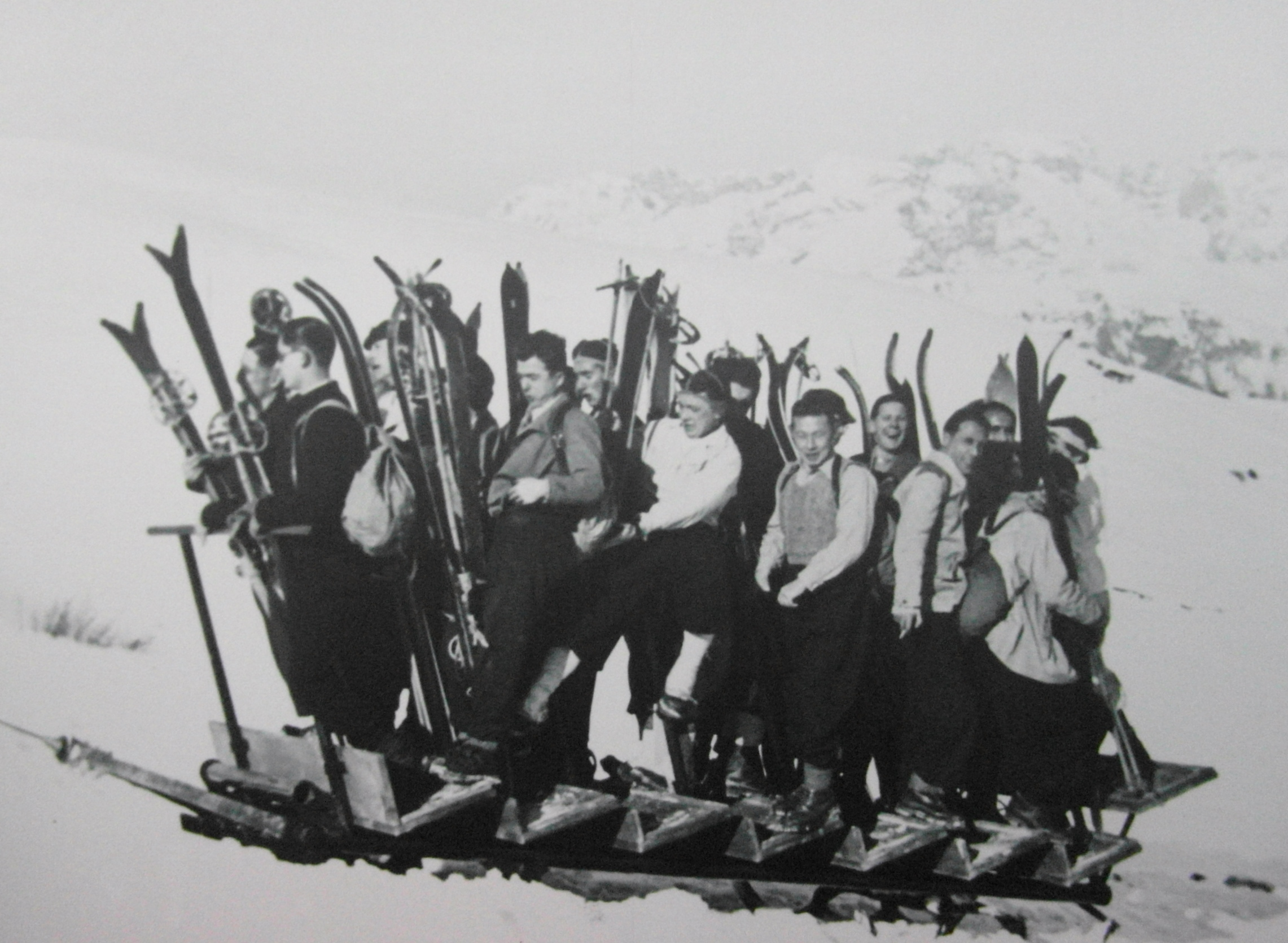
La prima slittovia in Europa nel 1934

Sulle piste da sci, già attive prima della seconda guerra mondiale, fu costruito nel 1934 il primo impianto di risalita ,ad opera della Graffer seggiovie di Trento , in Europa che operava come slittovia.

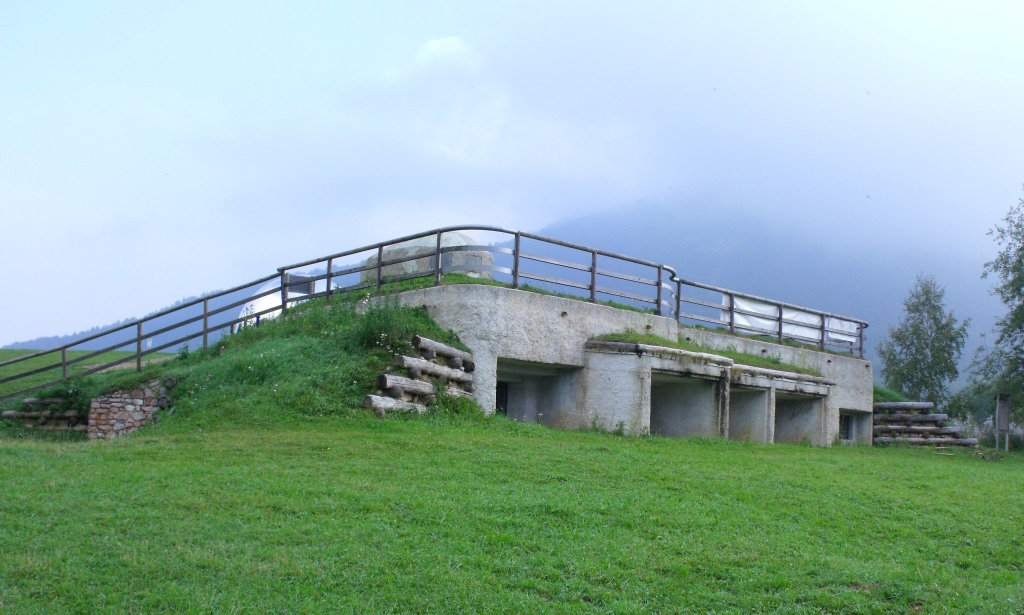
L'ex poligono, sopra cui oggi si trova l'osservatorio

Alle pendici del monte, nella conca della località Viote, era utilizzato fino agli anni '60-'70 un poligono di addestramento all'inizio per la Guardia alla frontiera e successivamente per gli Alpini d'Arresto. Il poligono era costituito da un'opera difensiva per mitragliatrici, cannoni da 75/21 e da 105 e un carro armato M4 Sherman presso l'entrata ovest.
Era stata inoltre realizzata una rotaia a scartamento ridotto per colpire delle sagome mobili (ad esempio carri di legno). Queste sagome fissate su carrelli venivano trainati da una piccola motrice che si spostava su una strada ferrata, realizzata alla base della val d'Eva, ai piedi delle Tre Cime del monte Bondone.

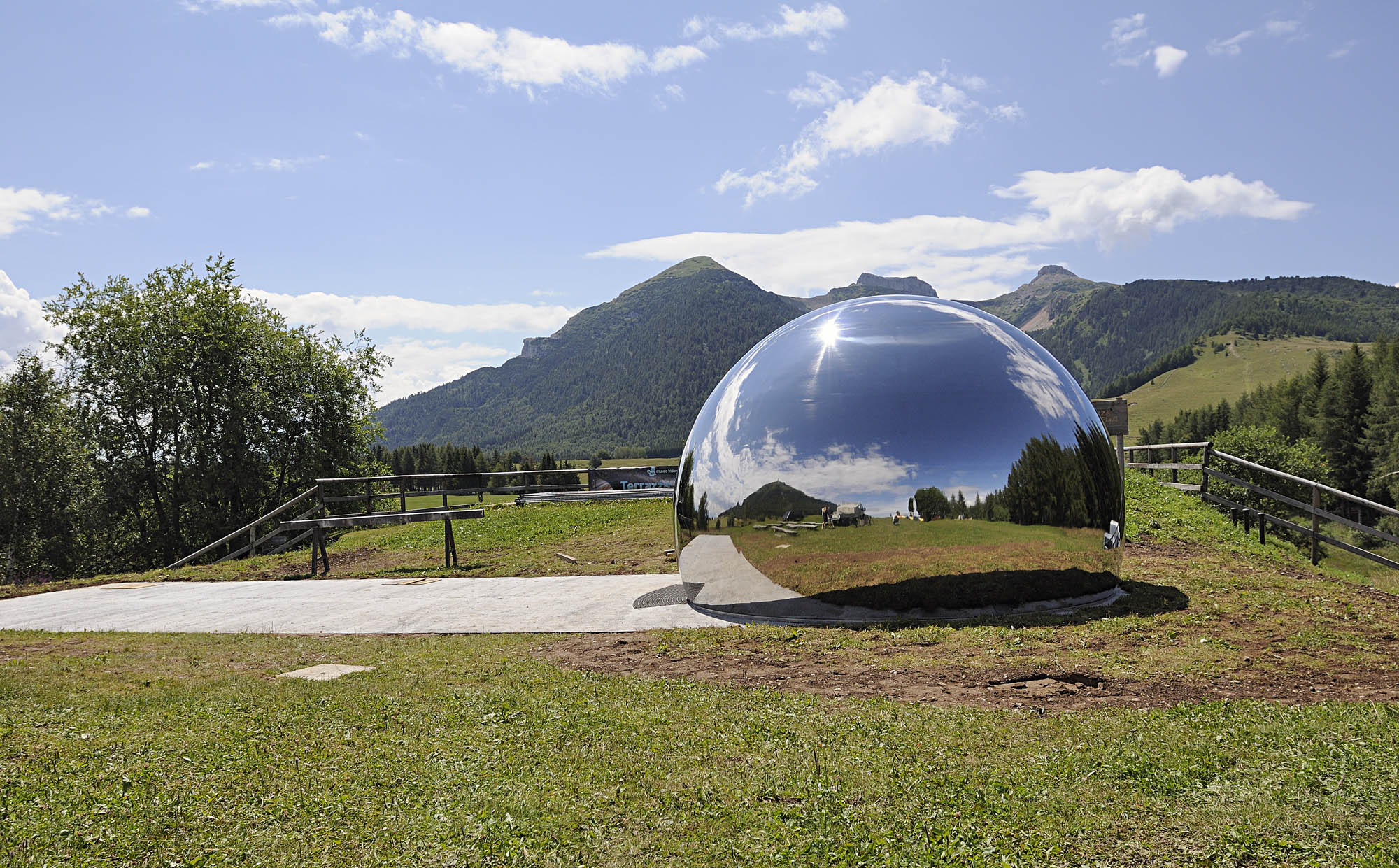
Terrazza delle Stelle, MUSE - Archivio MUSE fotografo Christian Lavarian

Dopo l'abbandono della struttura, si è oggi deciso di riqualificare la zona. Sopra la struttura dell'ex-poligono è stato realizzato un osservatorio con una forma a sfera, e con un materiale riflettente come uno specchio. Tale osservatorio, denominato Terrazza delle Stelle, è gestito direttamente dal MUSE, museo delle scienze di Trento.

## Descrizione
Il gruppo montuoso è delimitato a nord dalla forra del torrente Vela, a ovest dalla valle dei Laghi e dal basso Sarca, mentre a est dalla valle dell'Adige. Nella sua parte meridionale il gruppo si dirama verso sud-ovest, dando luogo ad una dorsale senza soluzione di continuità, detta del Bondone-Stivo, che porta alla cima di 2054 m dello Stivo, delimitato verso sud dalla valle di Loppio. Ponendo quest'ultima come delimitazione geografica, anche il monte Stivo rientrerebbe in tale complesso montuoso, che dovrebbe più propriamente essere denominato Gruppo Bondone-Stivo.
Al centro del Bondone, a circa 1500 metri di quota, si trova l'altopiano delle Viote, il quale è attorniato da quattro cime: il monte Palon (2090 m s.l.m.), che si affaccia sulla Valle dell'Adige e domina la città di Trento, nonché le cosiddette tre cime del Bondone, ovvero monte Cornetto o Cronicello o Cornet (2180 m, la cima più alta del massiccio montuoso), Doss d'Abramo (2140 m) e Cima Verde (2102 m), che costituiscono tra l'altro un'area naturalistica a regime protetto. L'altopiano è chiuso verso Ovest dalla Rosta (1832 m) che si affaccia sulla valle dei Laghi.
La sua composizione geologica è quasi esclusivamente di rocce sedimentarie, in particolare una serie di dolomie, calcari dolomitizzati, calcari e marne aventi caratteristiche piuttosto eterogenee e risalenti all'era mesozoica e in misura minore terziaria. Presso la stazione a monte della funivia Montesel sul Bondone (1740 m), si trova una stazione meteorologica privata, che monitora temperatura (minima e massima) e umidità. Dal 1968 ospita la "Riserva naturale integrale delle Tre Cime del Monte Bondone".

### Ambiente
La piana delle Viote è un interessante biotopo per la torbiera alpina e relativi endemismi botanici che conserva. È nota inoltre per la presenza del Giardino botanico alpino Viote, gestito dal MUSE nel quale si possono vedere, attraverso un percorso guidato, una molteplicità di piante alpine e fiori di rara bellezza provenienti da tutto il mondo. Sul limite meridionale della piana si trova inoltre, presso le vecchie caserme austriache, il Centro di Ecologia Alpina.
Il monte Bondone è ricco di specie faunistiche e vegetali tipiche degli ecosistemi alpini ed è per questo studiato e apprezzato dai naturalisti e dai semplici amanti della natura di montagna. Per quanto riguarda la fauna, sul Monte Bondone è presente un gran numero di specie, alcune anche rare. Tra i mammiferi le specie più interessanti sono il molosso di Cestoni, l'istrice, la lepre, il tasso, lo scoiattolo, il moscardino, l'arvicola di savi, un piccolo roditore di alta montagna preda frequente della volpe, dell'ermellino, della faina e della martora, insieme all'arvicola rossastra, il topo selvatico ed il topo quercino. Queste sono anche le prede più comuni del raro gatto selvatico, la cui presenza, accertata da fototrappola nel 2018, rappresenta una novità sul territorio e la prima presenza accertata di questo felide in regione. Ben diffuso è il ghiro nelle foreste di conifere miste, le più diffuse sul rilievo, insieme al driomio.  
Numerosi i cinghiali, presenti anche i cervi e i caprioli, oltre ovviamente al camoscio e alla marmotta, tipici animali di alta quota osservabili nei prati delle cime. Tra i piccoli uccelli si possono annotare lo stiaccino, il merlo dal collare, il fanello, il culbianco, lo scricciolo, l'averla piccola, l'allodola, il prispolone, lo spioncello, il picchio nero, il pigliamosche e tanti altri. Tra i gallinacei ben diffusi il fagiano di monte ed il francolino di monte, oltre allo schivo re di quaglie, abitante dei pascoli e boschi maturi. Da ricordare la presenza di una coppia di aquila reale sulla vetta del massiccio da alcuni anni e altri individui in dispersione sulla catena Stivo-Bondone. Questo rilievo è inoltre uno dei più importanti luoghi di passaggio nella migrazione annuale del falco pecchiaiolo, del biancone e della poiana. Negli ultimi dieci anni è riapparso anche l'orso bruno, quasi estinto nel corso degli anni '90 qui e in regione e riportato nel Gruppo di Brenta dalla Slovenia ad inizi anni 2000 grazie al Progetto Life Ursus, poi diffusosi in tutto il Trentino ed anche qui sul massiccio dove conta all'incirca una dozzina di individui attualmente. Dal 2020 vengono effettuate le prime riprese anche del lupo, di cui, oltre a vari esemplari erranti e solitari, è stato di recente accertato un branco riproduttivo stabile sulle Tre Cime.

## Escursionismo

### Giro delle Tre Cime

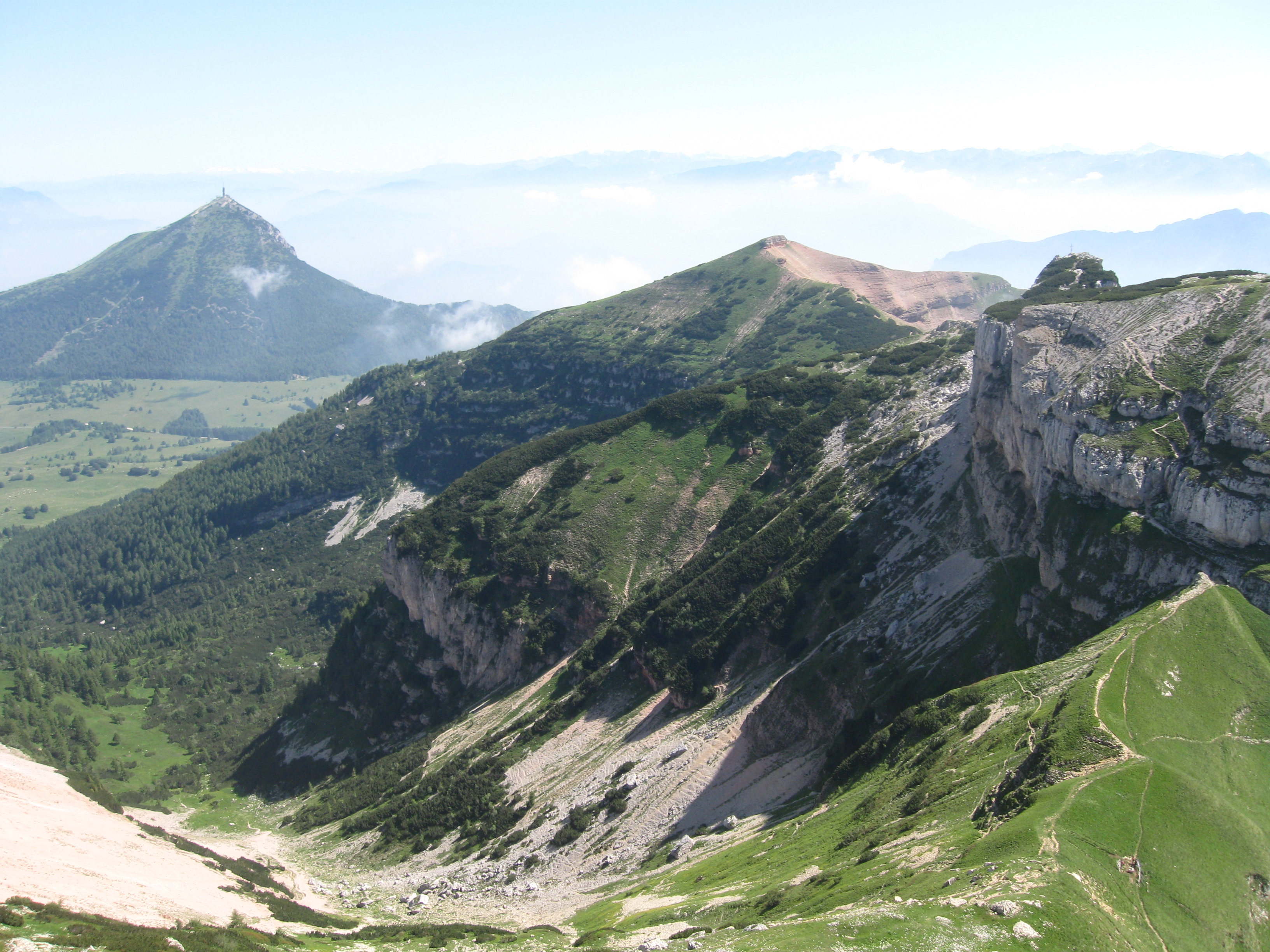
Le Tre Cime del Monte Bondone viste dalla Cima del Cornetto. Da sinistra: Palon, Cima Verde e Doss D'Abramo

Dalla località Viote, è possibile affrontare un sentiero circolare che segue in sequenza antioraria le tre cime del Bondone, ovvero Cornet (2180 m), Dos d'Abramo (2140 m) e Cima Verde (2102 m). Dalla fermata dell'autobus, ci si inoltra in direzione sud, passando per l'ex poligono militare, oggi osservatorio astronomico, per arrivare alla malga Fragari (1580 m). Da qui esistono due possibilità per raggiungere il monte Cornet: la prima segue il sentiero n. 607, scorre diritta e irta su per la Costa dei Cavai, e conduce alla cima in circa due ore.
Alternativamente è possibile seguire la stradina sterrata che passa accanto ai ruderi del castello dei Conti Wolkenstein, e poi tramite il sentiero n. 618, raggiunge il sentiero n. 607. Nonostante questa prima montagna si presenti difficilmente raggiungibile dal lato nord, il lato sud invece svela alcuni sentieri che conducono alla cima oltre che a resti di trincee della prima guerra mondiale. Da qui si iniziano a vedere le cime del Gruppo del Brenta e la valle dei Laghi.
Discendendo da questa cima, si giunge presso la "fontana delle Rogiole" (2060 m), unico punto per abbeverarsi lungo questo tragitto. Da qui attraverso una parete attrezzata di 30 metri, si arriva alla cima del Dos d'Abramo (dalla cima si può prendere la difficile via ferrata "Giulio Segata"). Alternativamente, è possibile saltare la salita su questa cima, seguendo sempre il sentiero n. 636, che supera il massiccio a nord.
Discesi quindi da questa seconda montagna, un sentiero in quota continua lungo il crinale rossiccio che conduce alla Cima Verde. Da qui si scende lungo un ripido sentiero che dapprima attraverso il bosco, ed in seguito lungo i campi della val del Merlo, conduce alla malga Fragari, costeggiando la "Riserva naturale integrale Tre Cime del Bondone".

## Amministrazione

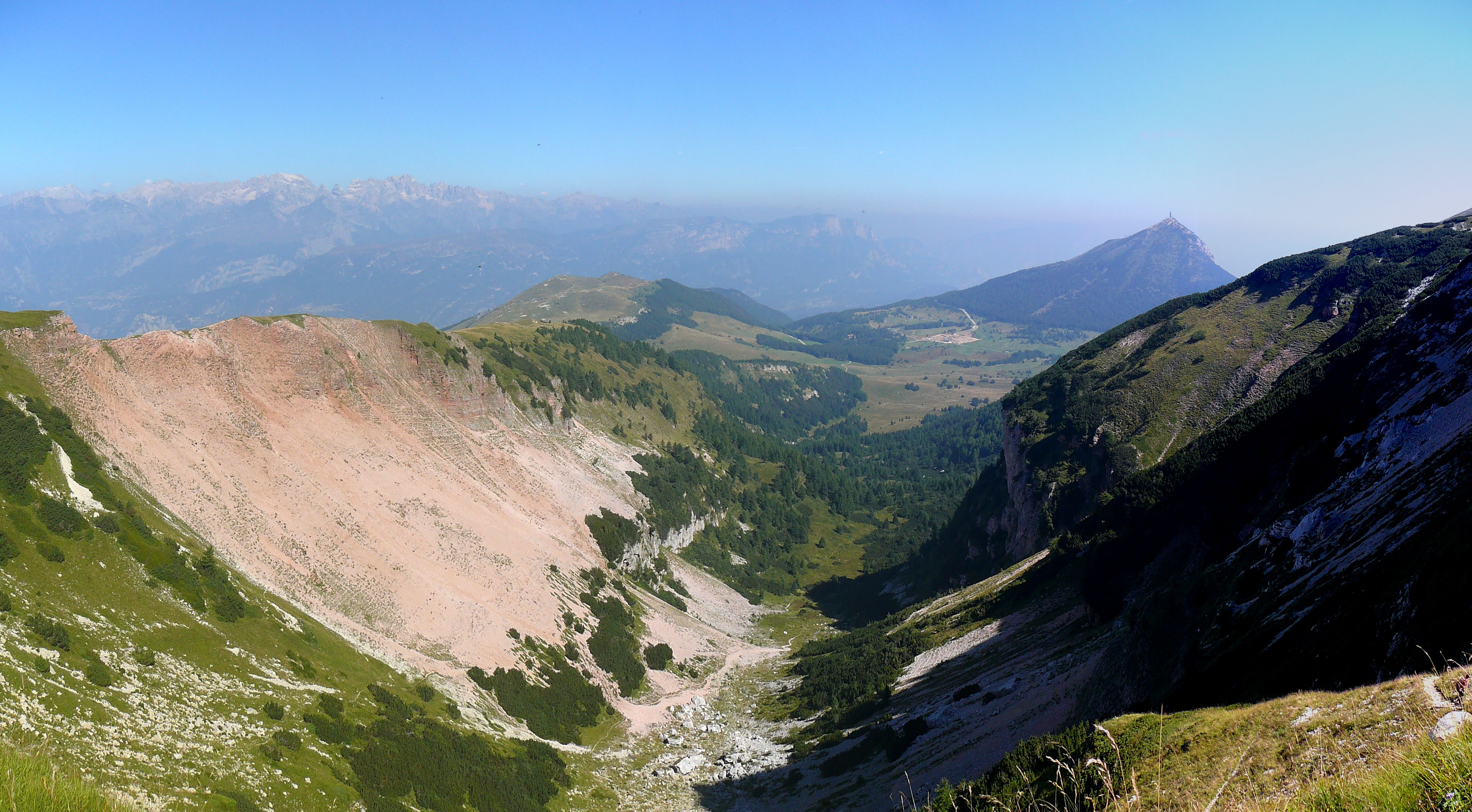
Panorama della Riserva Naturale Integrale Tre Cime del Monte Bondone

Dal punto di vista amministrativo il monte Bondone ricade nei territori comunali di:
- Trento (parte settentrionale);
- Garniga, Cimone e Villa Lagarina (parte orientale);
- Vallelaghi, Madruzzo, Cavedine (parte occidentale).

In particolare la porzione del monte Bondone che ricade nel comune di Trento è definita dalle Circoscrizioni Comunali n. 3 del Bondone (che comprende le frazioni di Baselga del Bondone, Vigolo Baselga, Cadine, Sopramonte, Vaneze, Vason e Viote) e n. 4 di Sardagna (Sardagna, Candriai, Vaneze).
La strada che permette l'attraversamento del Bondone è la "SP85 del Monte Bondone" (famosa per alcune mitiche tappe del Giro d'Italia di ciclismo e della storica gara automobilistica "Trento-Bondone" - vedi capitolo "Sport") che parte da Montevideo (Trento) e risale il versante settentrionale del Bondone fino alle Viote passando per Sardagna (565 m s.l.m.), Candriai (960 m s.l.m.), Vaneze (1300 m s.l.m.) e Vason (1650 m s.l.m.). Dalla piana delle Viote la SP85 continua scendendo lungo il versante occidentale del monte Bondone passando per Lagolo (930 m s.l.m.) e terminando in Val di Cavedine.
Dal paese di Cadine (paese sul confine settentrionale del Bondone) parte anche la SP85 bis che passando per Sopramonte s'innesta sulla SP85 all'altezza di Candriai. Dalle Viote, infine, la SP25 di Garniga scende il Bondone sul suo versante orientale passando per i paesi di Garniga Vecchia, Garniga e Cimone terminando ad Aldeno in valle dell'Adige.

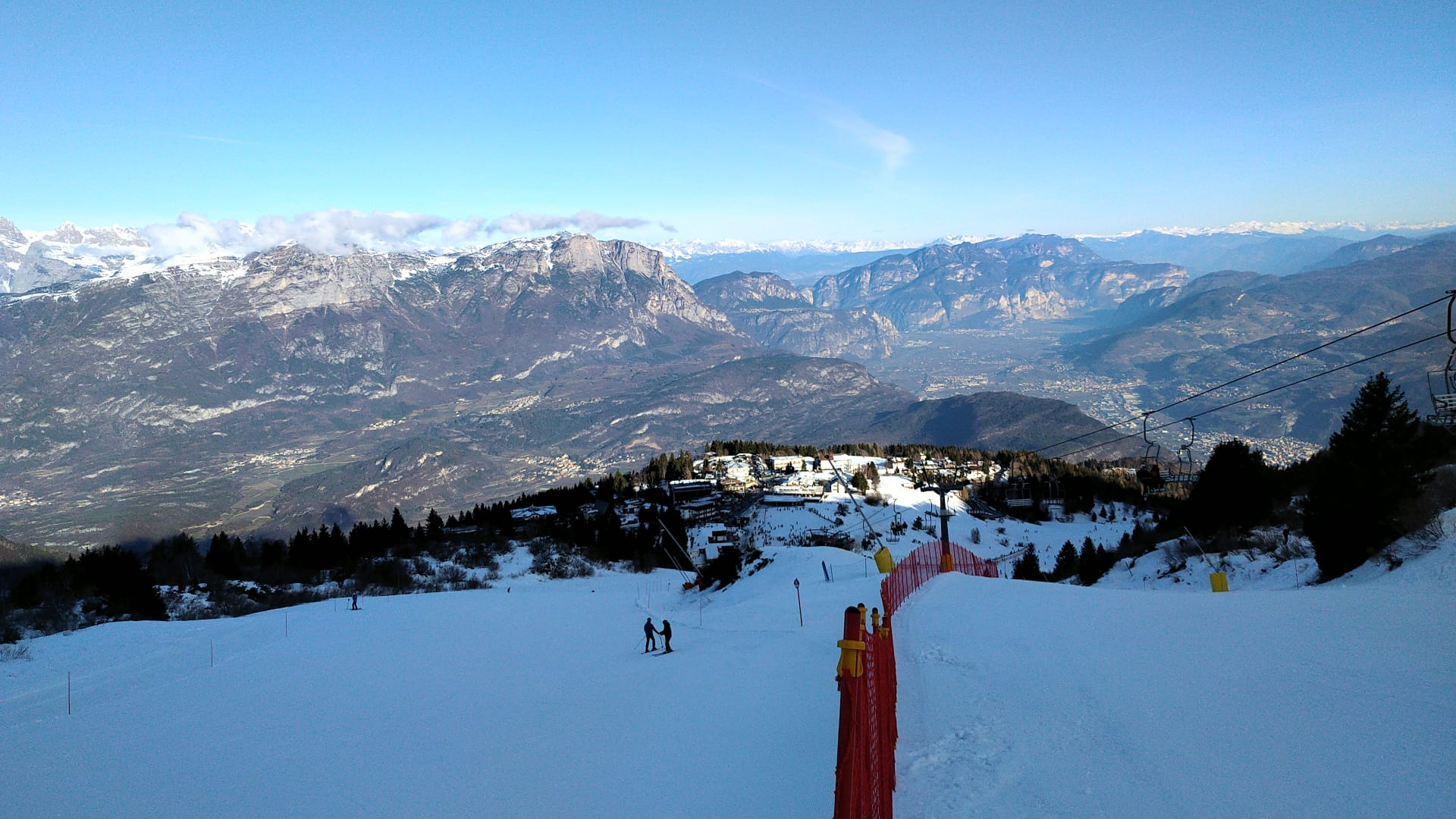
Una delle piste da sci sul Bondone, con veduta sulla vallata

## Sport

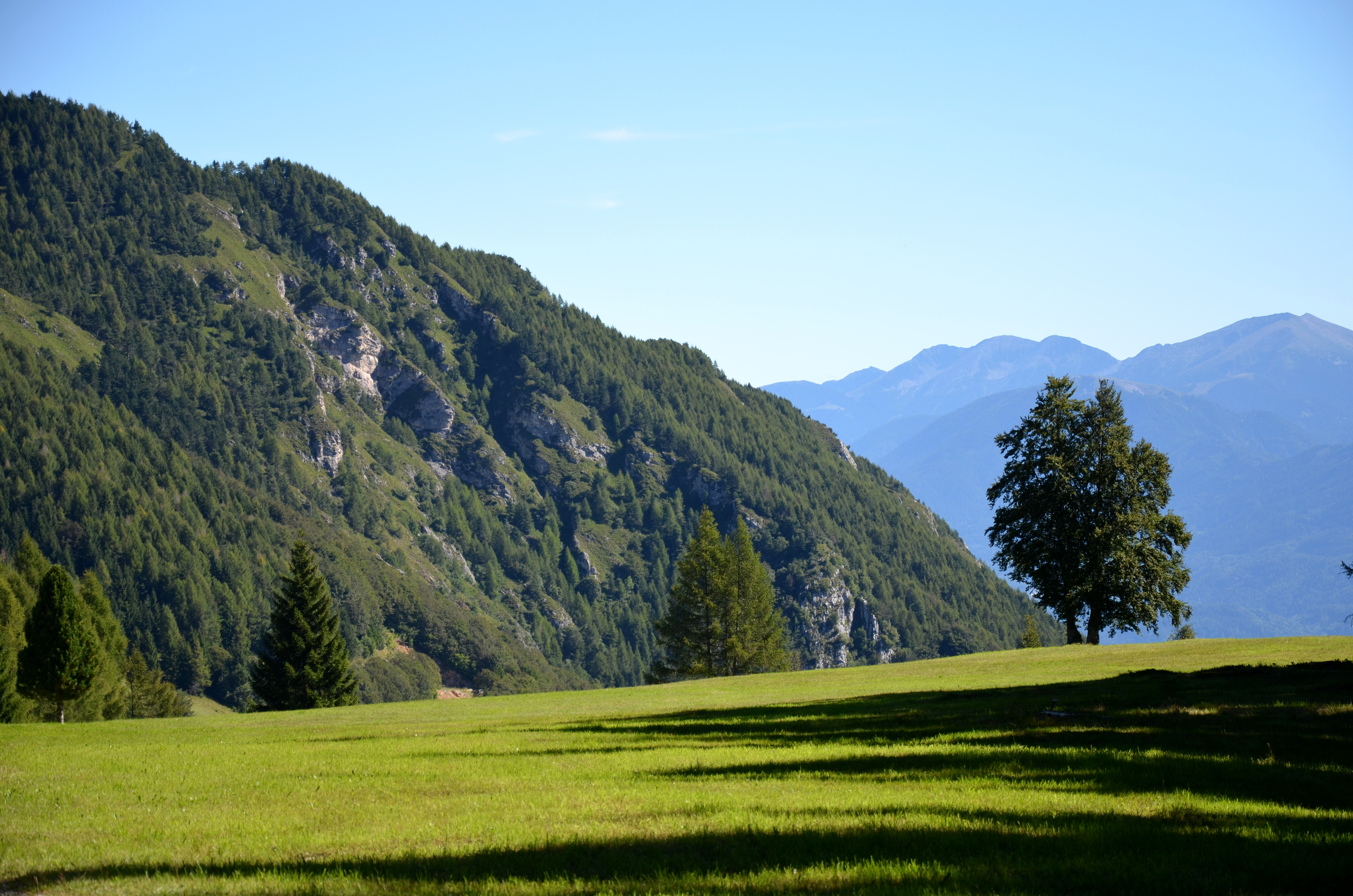

Il monte Bondone è meta di escursionisti, sciatori e turisti della montagna che possono trovare percorsi di vario livello di difficoltà, dal semplice sentiero alla ferrata.
Il monte Bondone è anche una nota località sciistica nei mesi invernali. Vi sono piste per la discesa con partenza a circa 1200 metri fino a raggiungere gli oltre 2000 metri della cima Palon e in località Viote (circa 1500 m.s.l.m.) vengono battute piste per lo sci di fondo. Popolare lo snowpark, meta di tutti gli snowboarders e i freeskiers di Trento, dove nel 2013 si sono svolte le discipline di slopestyle e half-pipe di snowboard e sci delle Universiadi.
Su queste piste il 1º febbraio 1967 si è svolto lo slalom speciale femminile valido per la Coppa del Mondo di sci alpino, vinto dalla tedesca Burgl Färbinger.

### Ciclismo
In ambito ciclistico questa montagna è conosciuta per l'impresa compiuta da Charly Gaul l'8 giugno 1956, durante la 21ª tappa (242 km) del Giro d'Italia 1956 che partiva da Merano (BZ). Lo scalatore lussemburghese arrivò al traguardo con più di 8 minuti sul secondo arrivato dopo aver pedalato in mezzo ad una vera e propria tempesta di neve. Altre cinque volte il Giro d'Italia ha concluso qui una tappa.
| Anno | Tappa | Arrivo                           | km  | Vincitore di tappa | Maglia rosa     |
| ---- | ----- | -------------------------------- | --- | ------------------ | --------------- |
| 1956 | 21ª   | Merano > Monte Bondone           | 242 | Charly Gaul        | Charly Gaul     |
| 1957 | 18ª   | Como > Monte Bondone             | 242 | Miguel Poblet      | Gastone Nencini |
| 1978 | 17ª   | Cavalese > Monte Bondone         | 205 | Wladimiro Panizza  | Johan De Muynck |
| 1992 | 14ª   | Corvara in Badia > Monte Bondone | 205 | Giorgio Furlan     | Miguel Indurain |
| 2006 | 16ª   | Rovato > Monte Bondone           | 173 | Ivan Basso         | Ivan Basso      |
| 2023 | 16ª   | Sabbio Chiese > Monte Bondone    | 203 | João Almeida       | Geraint Thomas  |

### Gara automobilistica

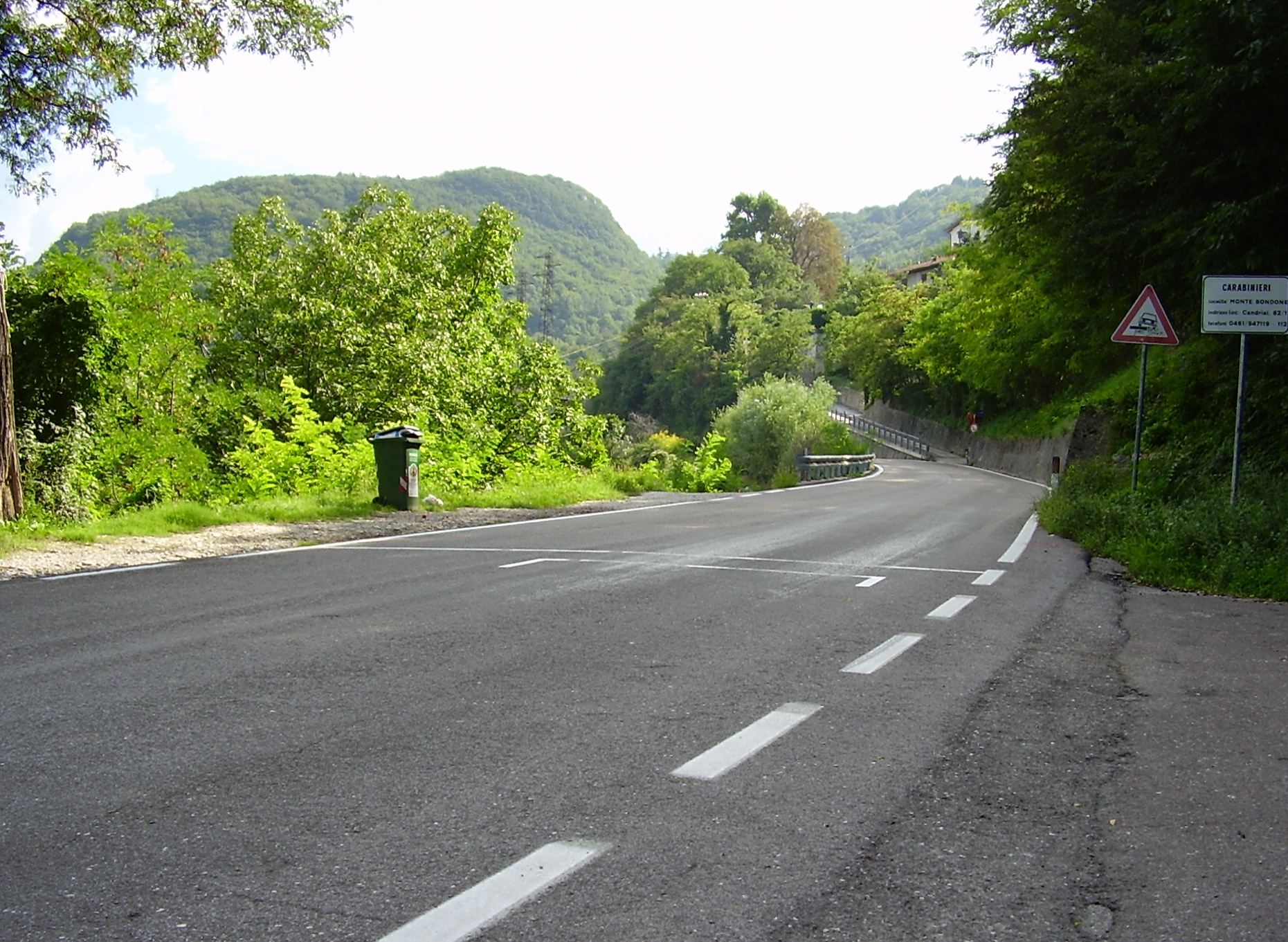
Trento-Bondone: La linea di partenza

Nei primi giorni del mese di luglio viene inoltre organizzata la Trento-Bondone, gara automobilistica che richiama ai lati dei tornanti della tortuosa strada migliaia di appassionati. Nel 2011 si è svolta la 61ª edizione, dove il pilota fiorentino Simone Faggioli, al volante di un'Osella Corse FA30, ha stracciato il record della manifestazione, scendendo di 9 secondi rispetto al precedente crono di riferimento, che lui stesso deteneva.

## Toponomastica dialettale
Di seguito alcuni toponimi più famosi del monte Bondone (in corsivo l'eventuale versione in dialetto trentino):
- Baselga, Vigolo Baselga -paesi- Baselga, Vigol Baselga
- Bus de Vela -forra del torrente Vela-
- Cadine -paese- Caden
- Calavino -paese- Calavin
- Candriai -paese, località turistica-
- Cavedine, Vigo Cavedine -paesi- Caveden, Vic de Caveden
- Cima Verde -cima, 3 Cime del Bondone- Zima Verda
- Cimone -paese- Zimon
- Covelo -paese- Covel
- Corno -località ad est di Vaneze-
- Dosso d'Abramo -cima, Tre Cime del Bondone- Dos d'Abram
- Garniga, Garniga Vecchia -paesi- Garniga vecia
- Il Palon -cima- El Palon
- La Rosta -località a nord del monte Cornetto-
- Lagolo -località turistica- Lagol, el lac del Lagol
- Lasino -paese-
- Le Coste -versante est del Bondone compreso tra Sardagna e Ravina-
- Malga Albi
- Malga Brigolina
- Monte Cornetto -cima, Tre Cime del Bondone- El Cornet
- Monte Bondone Bondon
- Monte Vason -cima, 1581 m s.l.m.- Dos dela Cros
- Passo Camponcino -località- Pass de Camponzin
- Ravina -paese-
- Sardagna -paese-
- Sopramonte -paese- Soramont
- Stravino -paese- Stravin
- Val d'Eva -tra Cornetto e La Rosta-
- Val del Merlo -tra Doss d'Abramo e Cornetto-
- Val Mana -tra Doss d'Abramo e Cornetto-
- Valle di Cavedine Val de Caveden
- Val Gola
- Vaneze -località turistica-
- Vason -località turistica-
- Viote Viotte

## Galleria d'immagini

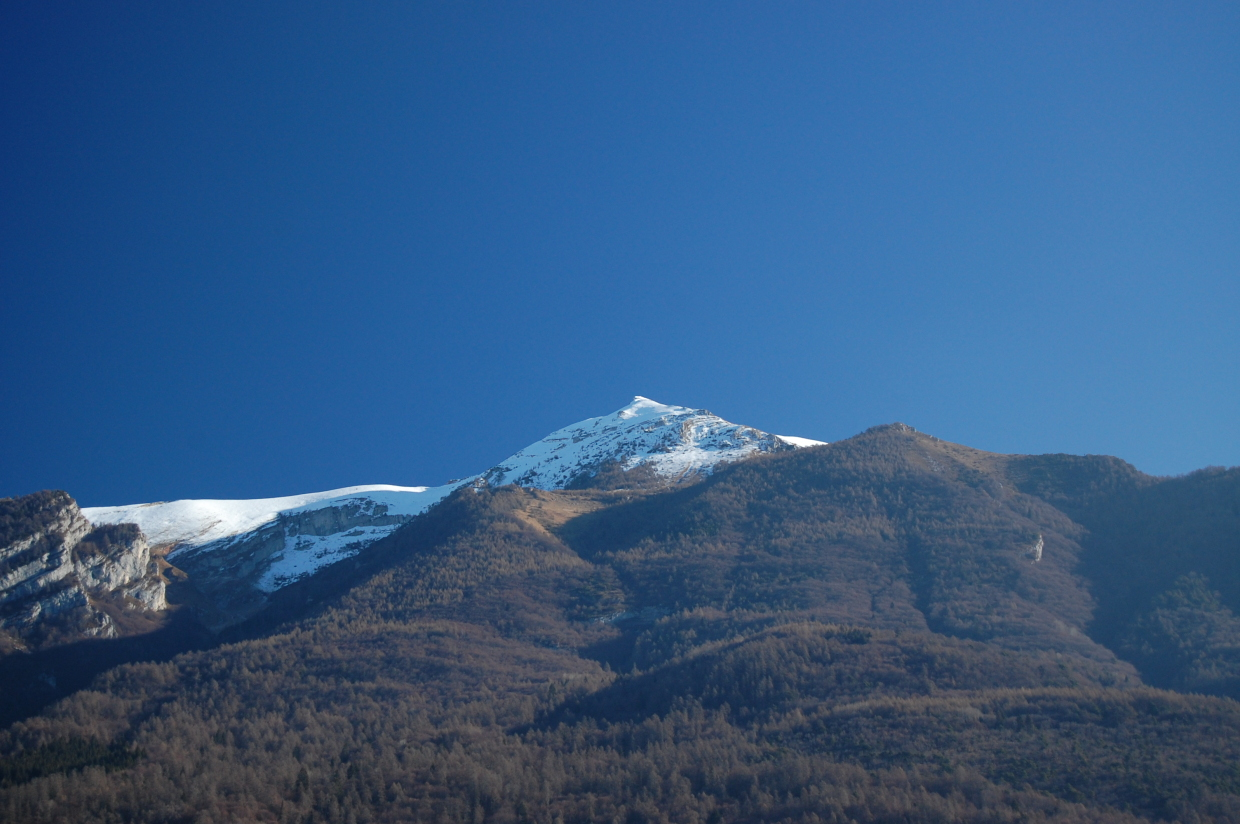
La cima del Cornetto di Bondone vista dalla Valle di Cavedine
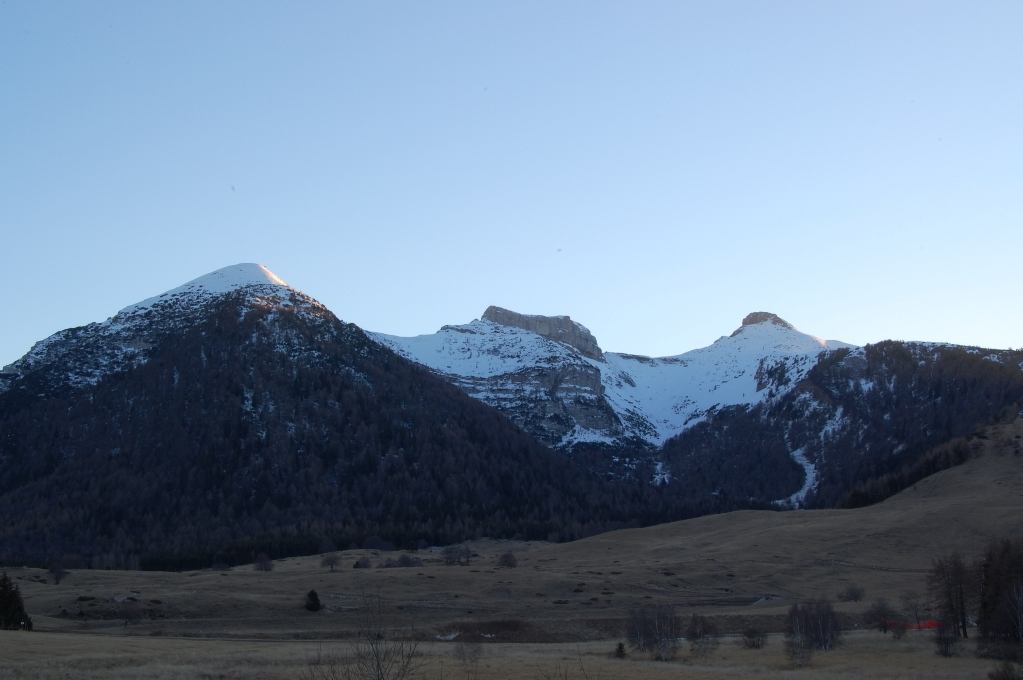
Le tre cime del Bondone viste dall'altopiano delle Viote. Da sinistra verso destra: Cima Verde, Dos D'Abramo, Cornetto
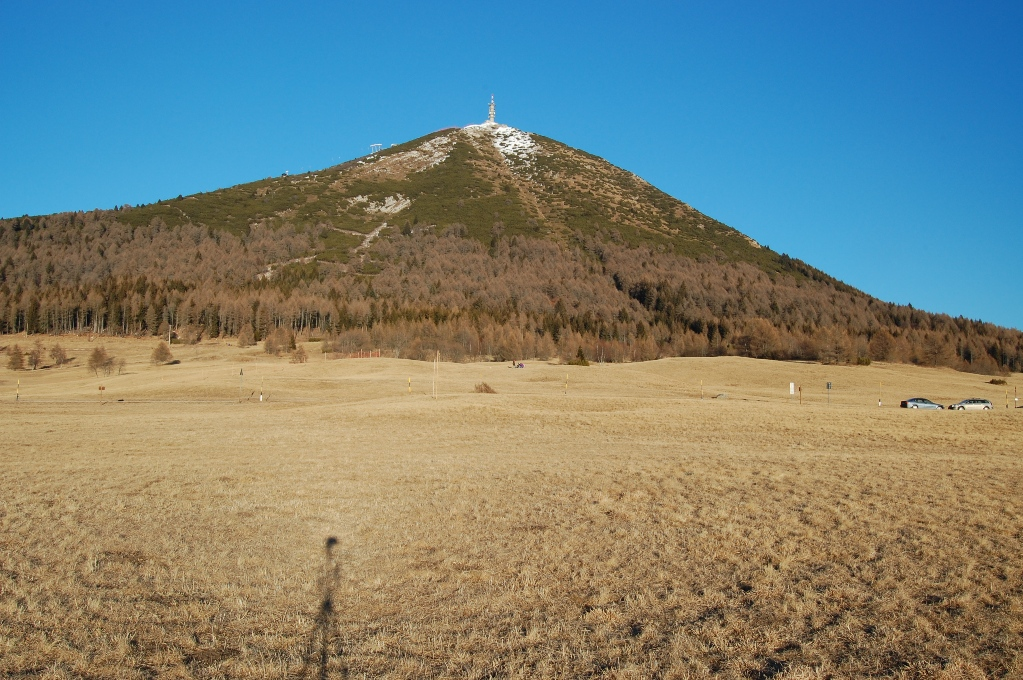
Cima Palon del monte Bondone vista dalle Viote
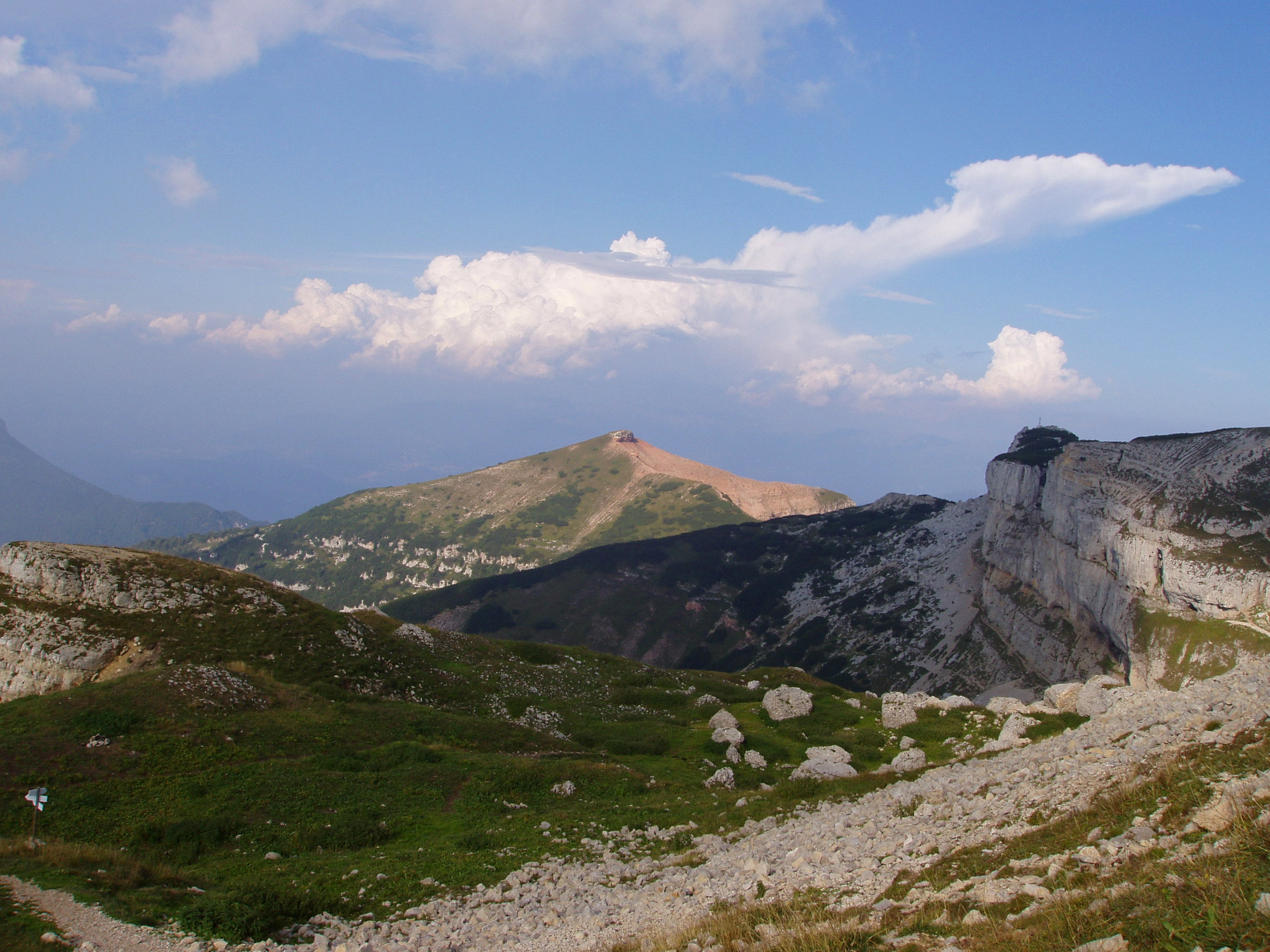
Cima Verde e Dos d'Abramo (a destra) visti dal sentiero per la Cima Cornetto del Bondone
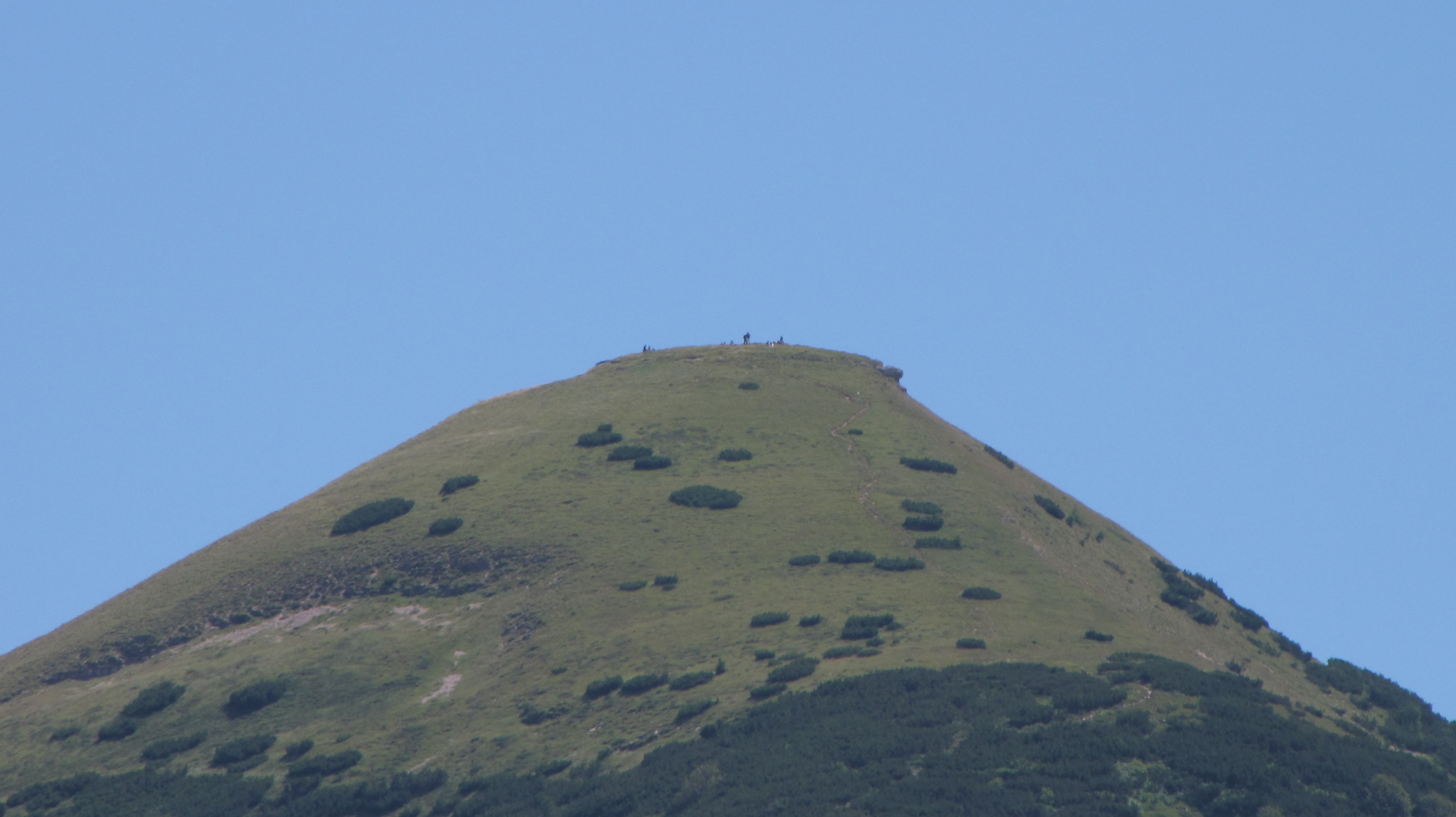
Cima Verde vista dalle Viote
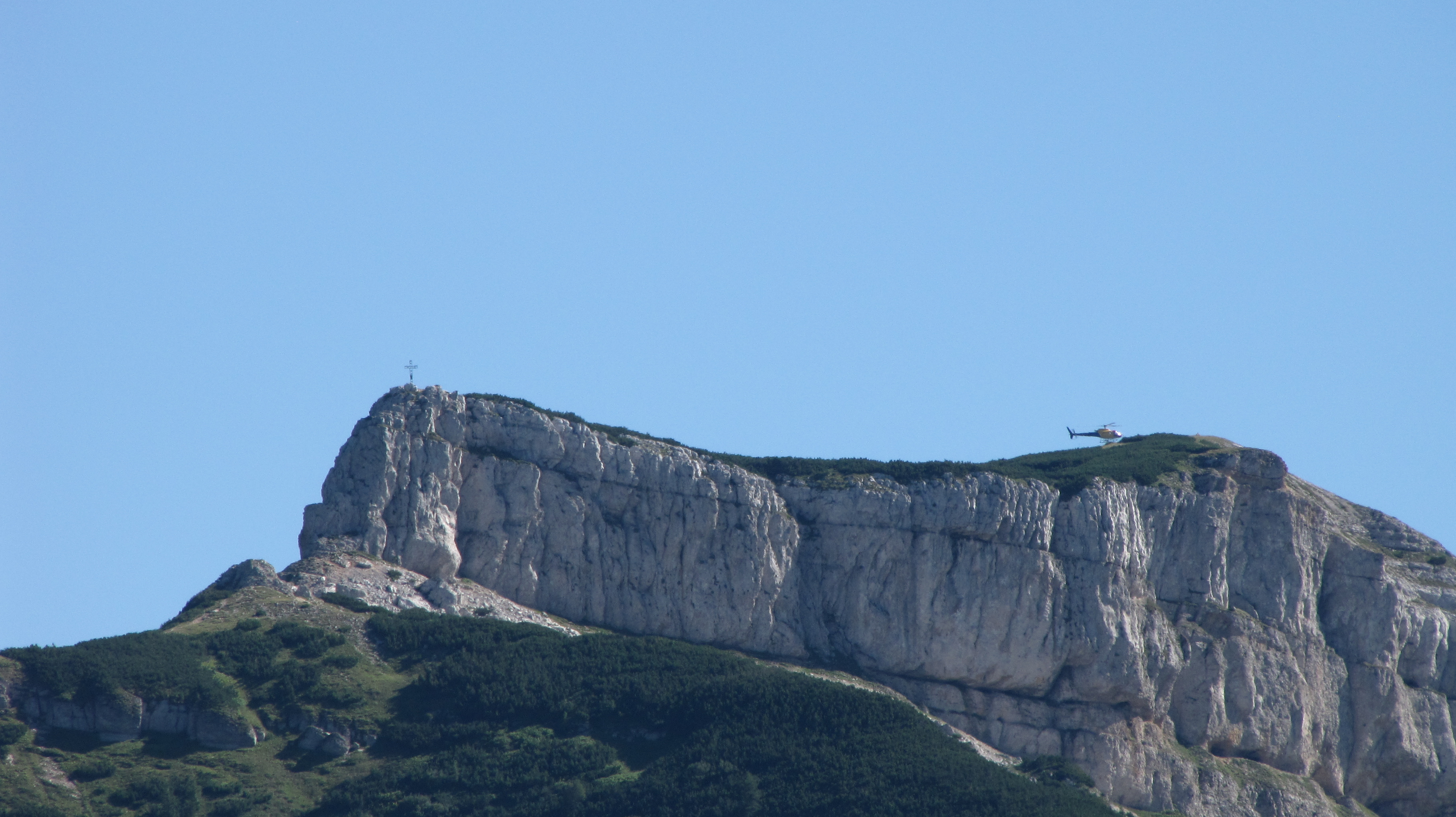
Dos d'Abramo visto dalle Viote
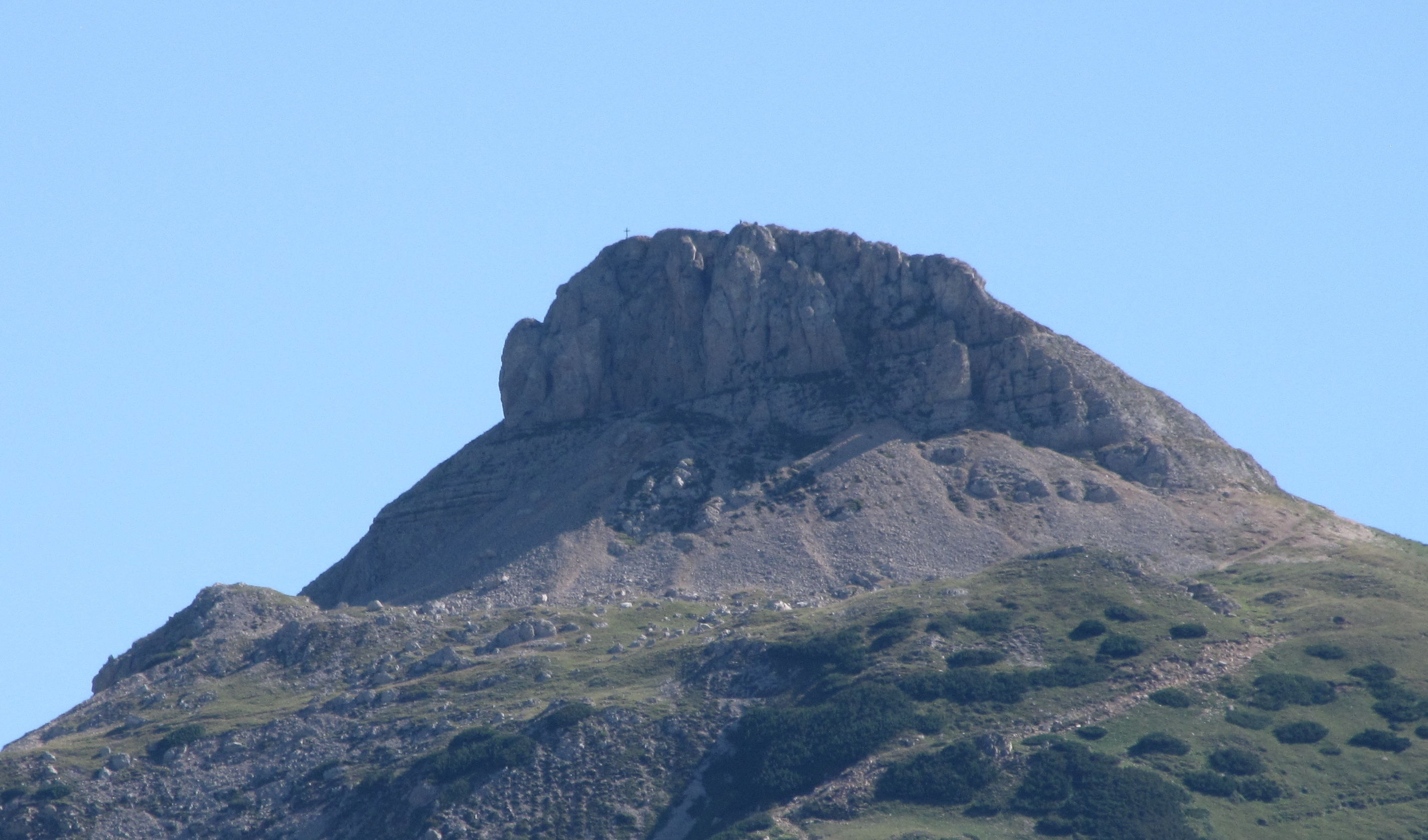
Cornetto visto dalle Viote (da nord)
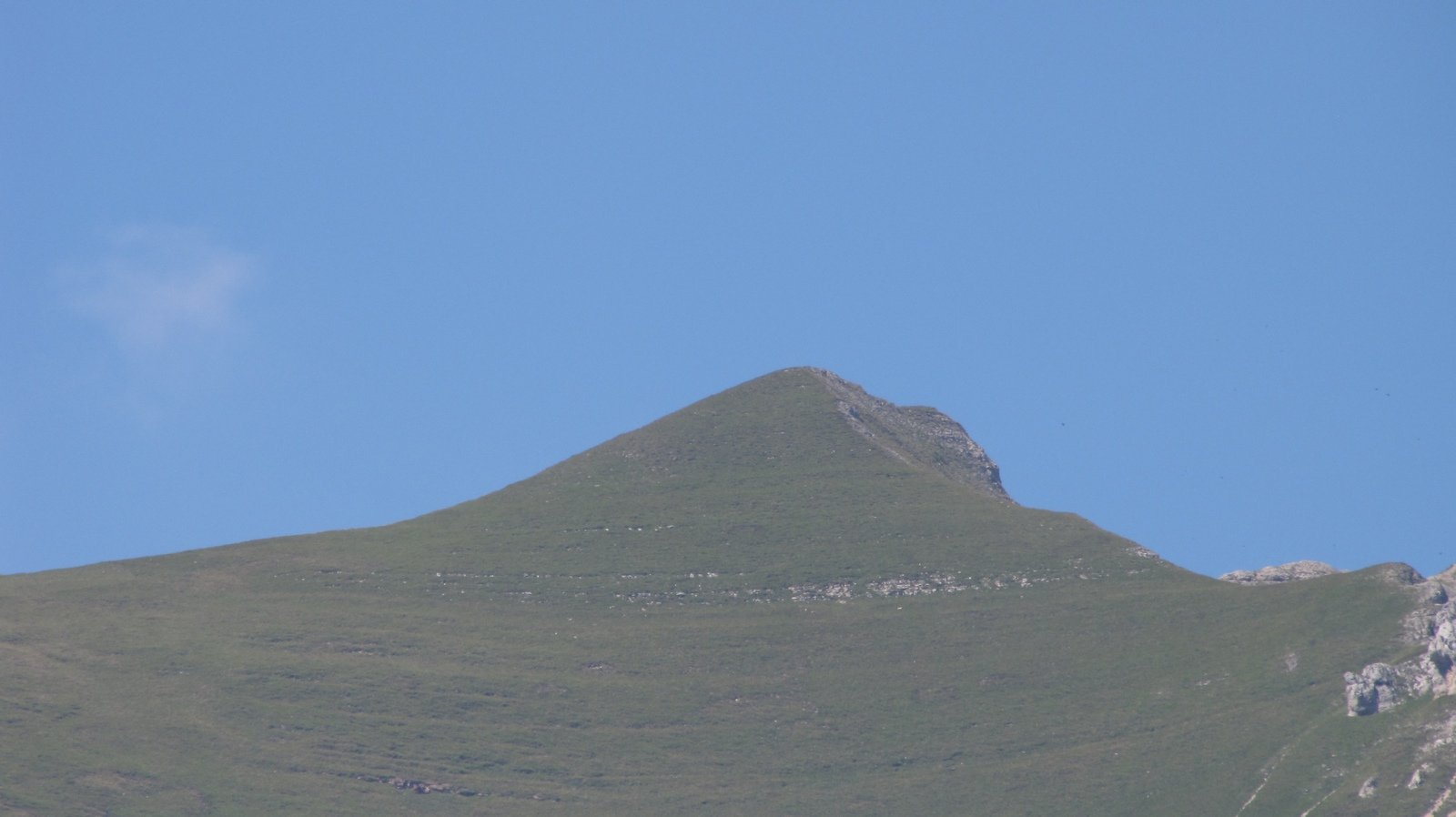
Cornetto visto da sud-est
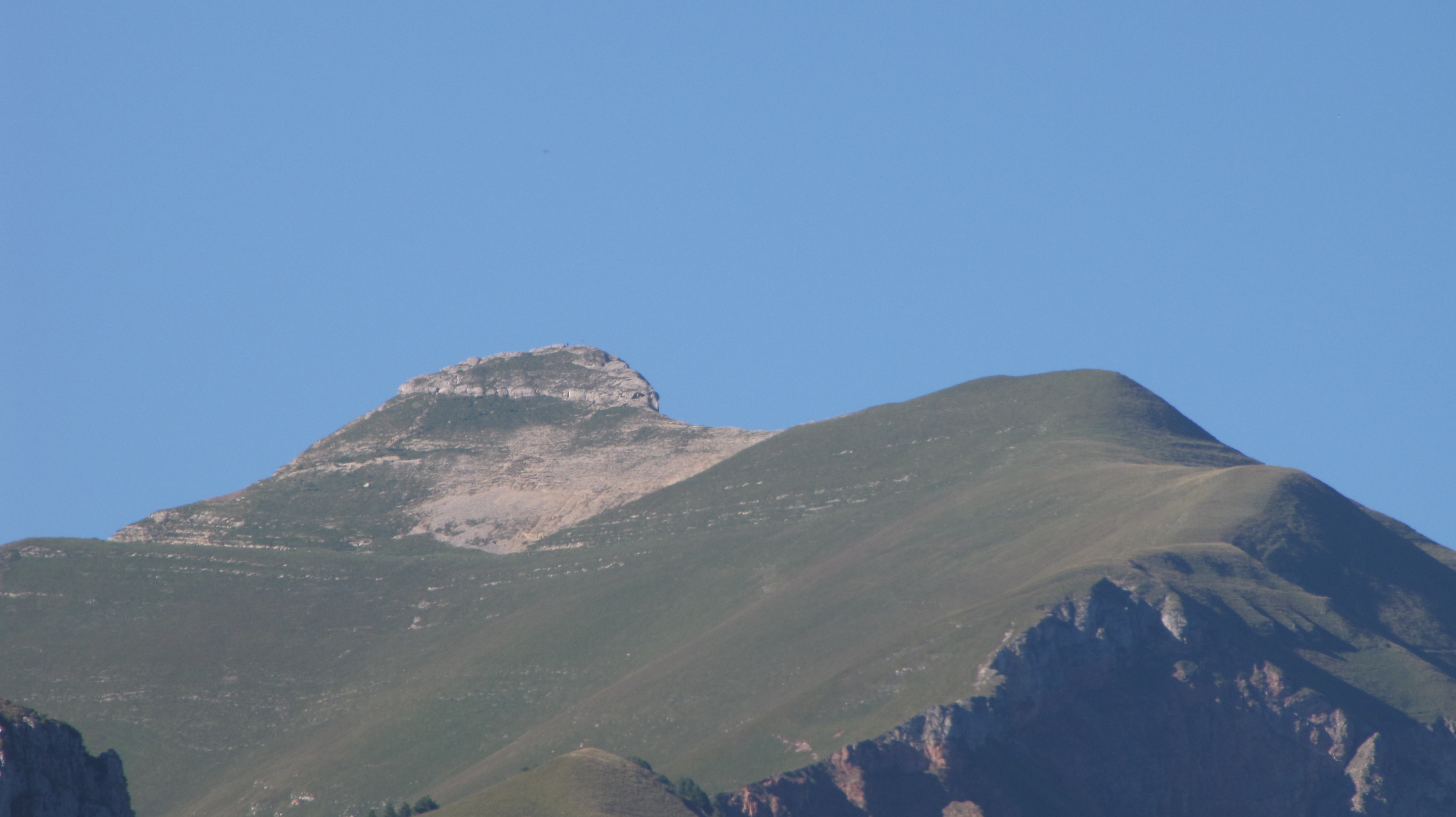
Cornetto visto da sud-ovest
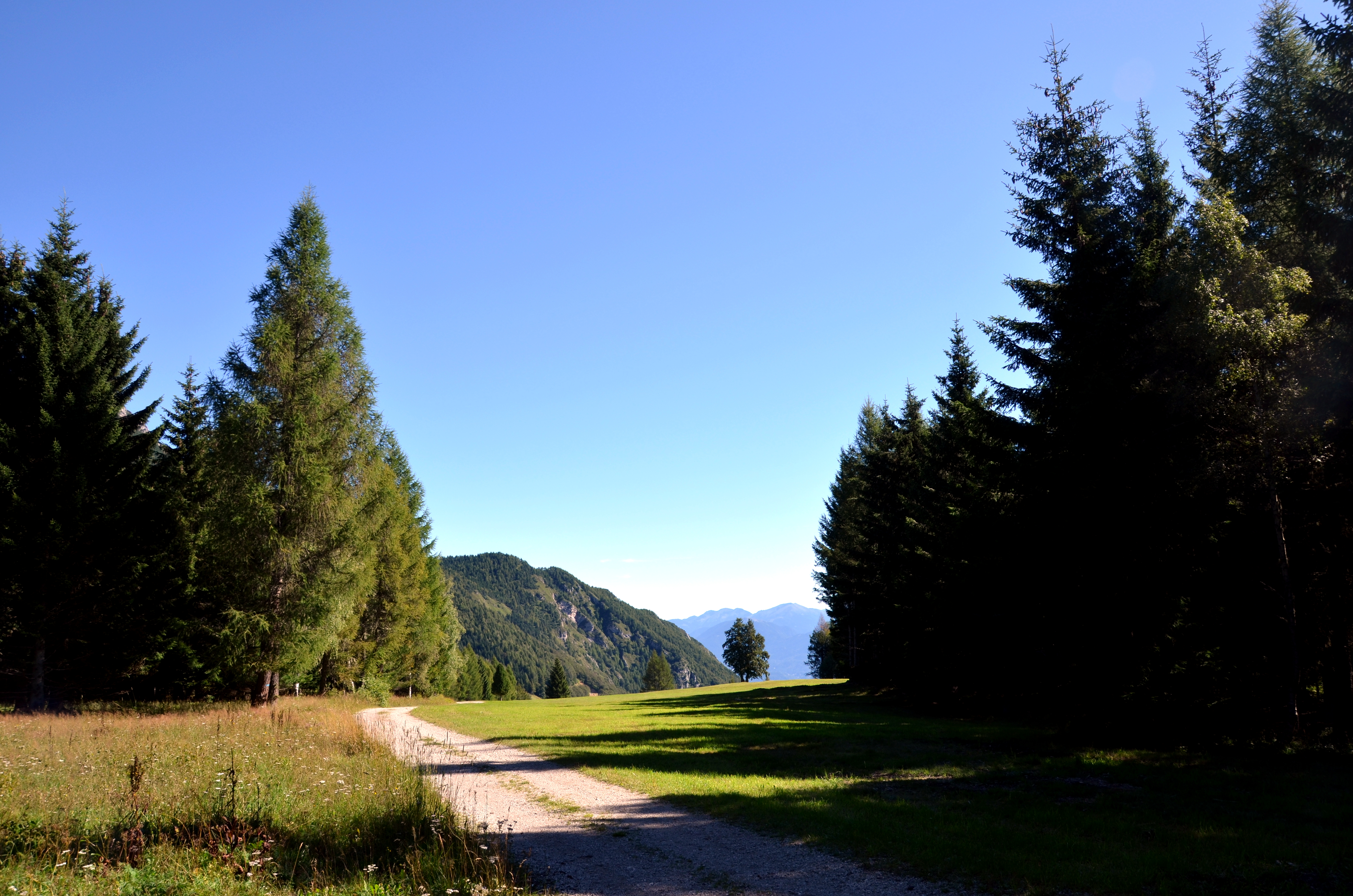
Panorama sopra Viote
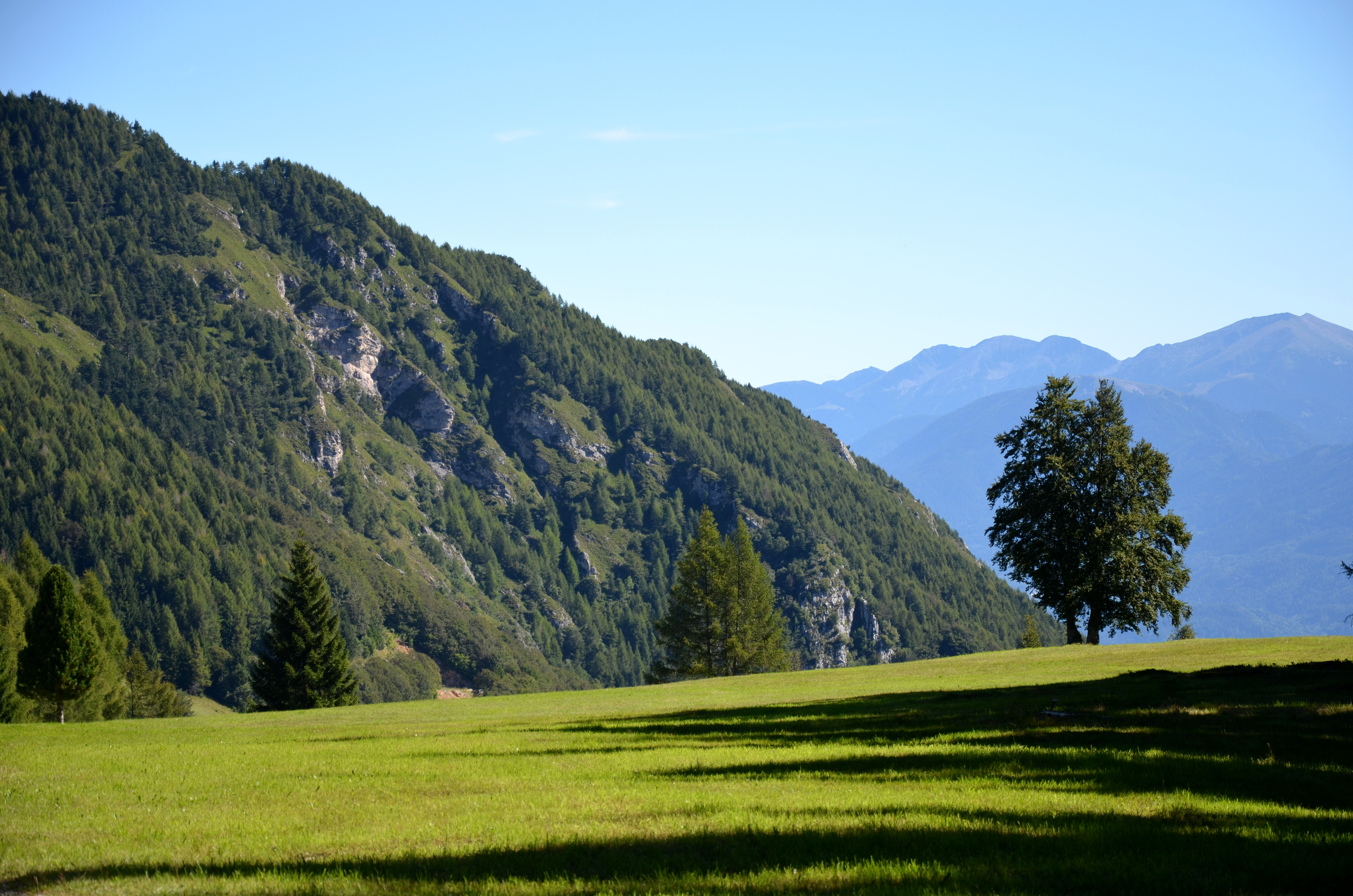
Panorama sopra Viote
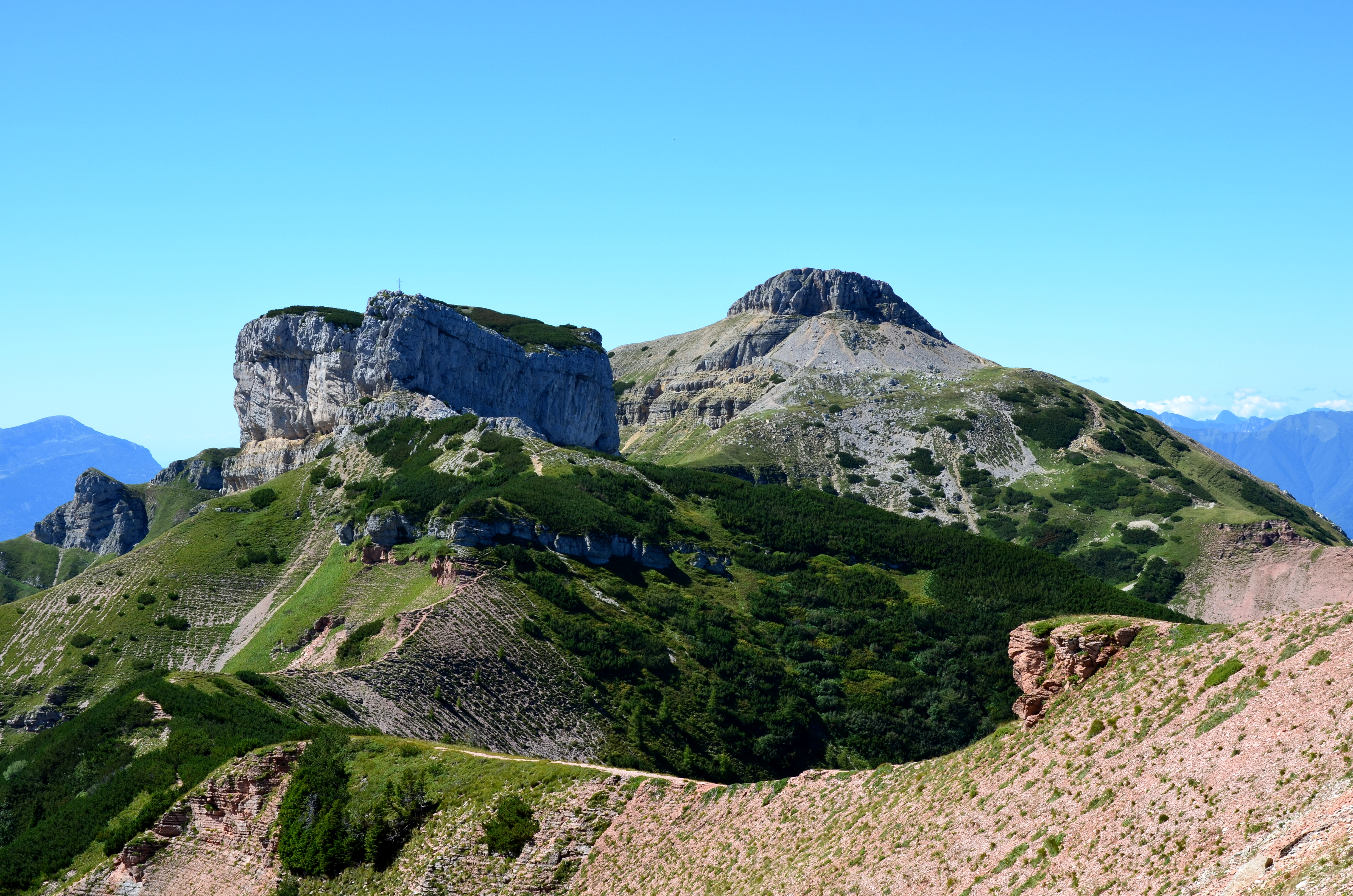
Dos d'Abramo e monte Cornetto visti da Cima Verde
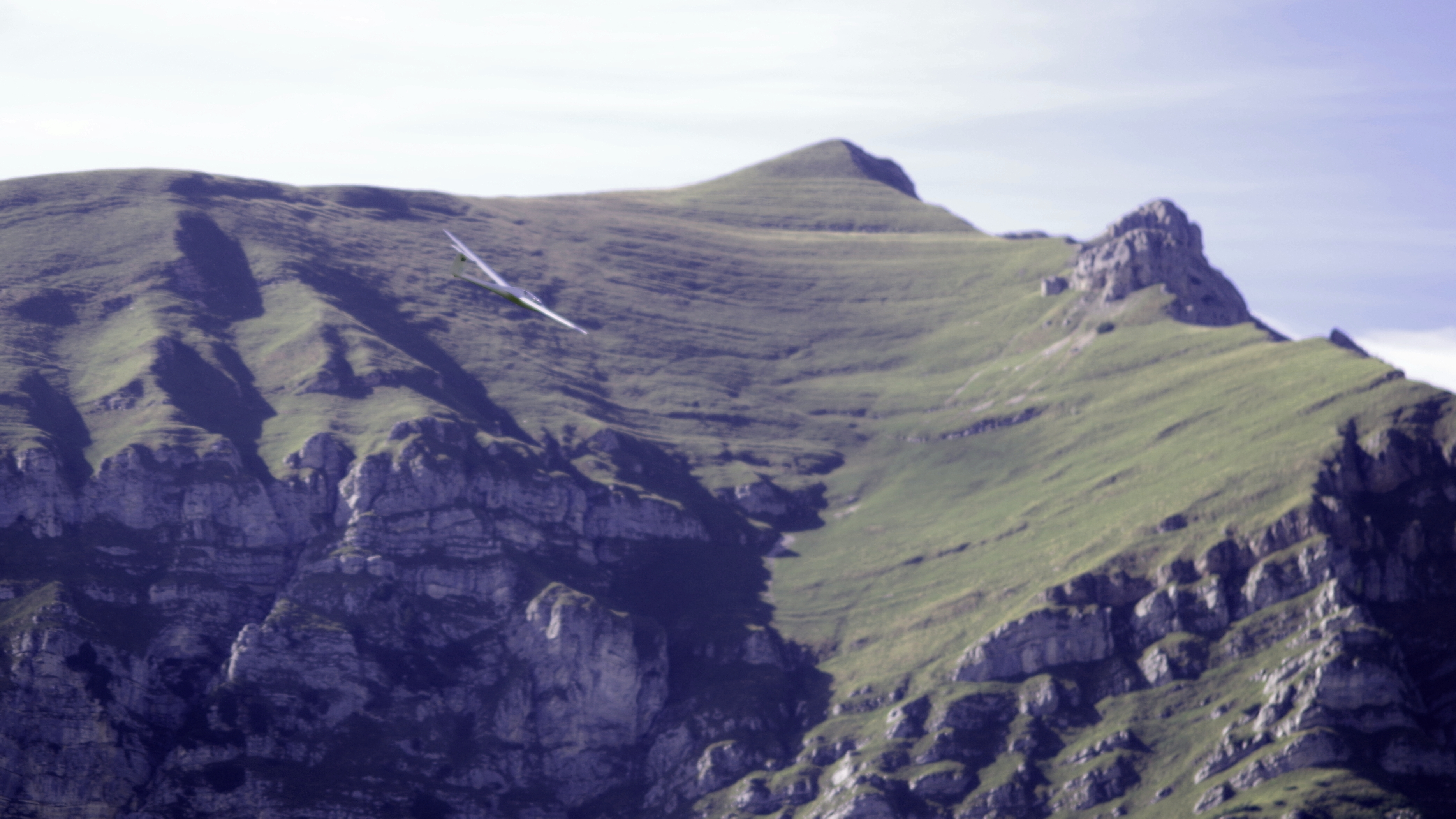
Cornetto con aliante EP D0921